# توپ‌ها در باتاسی
توپ‌ها در باتاسی (انگلیسی: Guns at Batasi) یک فیلم به کارگردانی جان گیلرمین محصول سال ۱۹۶۴ کشور بریتانیا است. ریچارد اتنبرا، جک هاوکینز و فلورا رابسون از جمله بازیگران این فیلم هستند.